# アレン・エレンダー
アレン・ジョーゼフ・エレンダー（英語: Allen Joseph Ellender、1890年9月24日 - 1972年7月27日）は、アメリカ合衆国の政治家。連邦上院議員を務めた。元々伝説のヒューイ・ロングと連携した民主党員であった。

## 生涯

### 生い立ち
1890年9月24日にテレボーン郡モンテガットに誕生した。公立と私立の学校に入学し、1909年にニューオーリンズのカトリック・セント・アロイジウス・カレッジ（現在のブラザー・マーティン高等学校）を19歳で卒業した。ニューオーリンズのチュレーン大学で法律を勉強した。1913年に弁護士になり、23歳の時にホウマで弁護士業を始めた。
1913年から1915年までホウマ市の弁護士、それから1915年から1916年までテレボーン郡の地方検事を務めた。彼は第一次世界大戦中にアメリカ陸軍砲兵隊の軍曹で、1917年から1918年まで務めた。

### 政治経歴
1921年のルイジアナ州憲法議会の代議員だった。1924年から1936年までルイジアナ州下院で務め、1928年から1932年に院内総務、1932年から1936年の連邦上院に選出されるまで議長を務めた。彼はヒューイ・ロングが保持し、民主党の指名候補であるオスカー・ケリー・アレン・シニアに予定されていた議席を取った。アレンはロングの故郷のウィン郡の郡都ウィンフィールドの出身で、異例の20万票もの得票差で民主党の推薦を勝ち得た後に死んでしまった。彼の死が、エレンダーの選出に道を開いた。その一方で、ビエンビル郡アルカディア出身のロリス・M・ウィンバリーが州下院議長としてエレンダーの後を継いだ。ウィンバリーはリチャード・ウェブスター・レチェ知事と、アール・ケンプ・ロング副知事（後にレチェの州知事職を引き継ぐ）の推薦であった。
1971年から1972年に上院仮議長を務めた。また1951年から1953年、1955年から1971年には上院農業委員会議長を務め、サトウキビの利益の強力な擁護者であった彼のその能力を発揮した。彼は1971年から死亡するまで上院予算委員会議長も務めた。
バーモント州選出のリベラルな共和党員ラルフ・フランダースとともに、マッカーシズムに対して執拗に反対し、ウィスコンシン州選出の共和党上院議員ジョーゼフ・マッカーシーが行った共産主義の捜査のやり方を攻撃した。

### 1948年・トルーマンへの固執
彼の上院議席に対する深刻な敵対候補はめったに現れなかった。1936年の彼の最初の選挙でエレンダーは、ルイジアナ州北西部のウェブスター郡の郡都ミンデン出身のジョン・N・サンドリンに第4議会地区の民主党予備選挙で364,931（68パーセント）対167,471（31.2パーセント）の票差で勝利した。共和党の対立候補はいなかった。
エレンダーは全ての民主党大統領指名候補に断固として忠実で、1948年に州権民主党指名候補で当時サウスカロライナ州知事のストロム・サーモンドが、ルイジアナ州と他の3つの南部の州でも公式の民主党の指名候補となった時、エレンダーはサーモンドを大統領にする支援を拒否した。エレンダーはハリー・S・トルーマンを支持し、トルーマンの名前は、アール・ロング知事が立法府特別議会に要求した後にようやく候補者名簿に載せられた。「民主党の指名候補として、私は私の党の候補者を支援する事を誓い、そしてそうするだろう」とエレンダーは宣言した。ただし彼は、トルーマンではなくサーモンドが、理論上はルイジアナ州の「民主党の指名候補」と彼が同意していたかもしれない。

### 1960年の数少ない共和党の挑戦
1960年に1924年生まれのニューオーリンズの法律家で、当時共和党全国委員のジョージ・W・リーズ・ジュニアがエレンダーに挑戦した（皮肉にもエレンダーも、1939年から1940年まで彼の党の全国委員であった）。リーズはまた、以前に2度、1952年とさらに1954年の普通選挙で保守系の民主党議員でニューオーリンズ出身のフェリックス・エドワード・ヘバートと対決した。リーズはマッカーシー上院議員への敵意で知られたエレンダーの「共産主義に甘い」責任を問うた。エレンダーはリーズの主張に、「我々の海岸からたったの90マイルしか離れていないところに赤の牛耳る海岸の創設を許した党のメンバーの代弁を、共産主義の拡散に対する私の経歴を攻撃するために渋々やっている」と反論した。
エレンダーはリーズの希望を見苦しくないやり方で破壊した。投票結果は432,228（79.8パーセント）対109,698（20.2パーセント）でエレンダーが勝利した。リーズの最高の成果は、リチャード・ニクソンに投票したラサール郡とワシタ郡の2郡で、それぞれ投票数の3分の1に満たない31.3パーセントを得票した事であった。カドー郡では、リーズの得票は30パーセントで終わった。リーズは、上院の直接選挙を規定した修正第17条が批准されて以降、ルイジアナ州選出の連邦上院議席を求めた、わずか3人目の共和党候補であった。エレンダーは、ジョン・F・ケネディ＝リンドン・ジョンソンの公認候補を前に24,889票を得て出馬したが、大統領選挙戦の265,965票の投票総数は上院の争いを無視し、これは後に「アンダーヴォート（undervote）」と呼ばれるようになる現象となった。
1966年にリベラル派の州上院議員（1913-2005）でバトンルージュ出身のJ・D・ダブリューを含む2人の予備選の競争相手を打ち破ったが、同年共和党は対抗する候補者を立てなかった。
エレンダーはマスコミと良い関係を築き、その彼の在職中の報道は、重大な競争を受け流すのに彼を助けた。彼のお気に入りの新聞記者のひとりは、長い間アレクサンドリア・デイリータウントーク紙の編集主幹をしていたアドラス・ラボルデで、二人の「ケイジャン」たちはたびたび大げさな話を交わしていた。

### 最後の選挙
民主党の元州上院議員で1971年12月の州知事選挙では次点となった、シュリーブポート出身のJ・ベネット・ジョンストン・ジュニアは、1972年にエレンダーの再選に挑戦した。エレンダーはジョンストンを破ると予測されたが予備選挙の選挙活動中に死亡し、ジョンストンは事実上の民主党の指名候補となった。しかしながら、民主党の有権者の10パーセント近くが死亡したエレンダーに投票した。エレンダーが1936年のアレン知事の死後に上院議席を勝ち取ったやり方をいくぶんか連想させる形で、ジョンストンは民主党の指名候補になった。それからジョンストンは、後に保守系コラムニストになったニューオーリンズ出身の弁護士のベン・C・トレダノや、エレンダーの死後予備選の候補の基準を満たせなかったために総選挙に独立候補として出馬した民主党員で元知事のジョン・ジュリアン・マケイゼンなど、共和党候補者を簡単に破った。
エレンダーの直接の後継者は、エドワーズ知事の最初の妻のエレイン・シュワルツバーグ・エドワーズで、7月から1972年7月から11月まで彼の議席に座った。

## エレンダー上院議員の名残
連邦上院では、エレンダーは鴨のローストからエビのジャンバラヤまでのケイジャン料理で彼の同僚たちに知られていた。今日でも、上院のダイニングルームでは「エレンダー・ガンボ」がメニューにある。
ホウマのエレンダー記念高等学校とマレロのアレン・エレンダー中学校は彼にちなんで名付けられた。
死後の1994年にウィンフィールドのルイジアナ州政治博物館に殿堂入りした。

## 参照
- Alexandria Daily Town Talk, October 12, 1948, November 1960